# 16e étape du Tour de France 2012
Pour un article plus général, voir Tour de France 2012.
La 16e étape du Tour de France 2012 se déroule le mercredi 18 juillet 2012. Elle part de Pau et arrive à Bagnères-de-Luchon. Cette étape est marquée par la défaillance du tenant du titre Cadel Evans dans le col de Peyresourde, il perd son titre et le podium final de manière quasi certaine. Thomas Voeckler remporte l'étape et prend la tête du classement du meilleur grimpeur.

## Déroulement de la course
Au km 20, une échappée de 38 coureurs se forme. Elle aborde la montée du col d'Aubisque avec 3 min 40 s d'avance sur le peloton. Thomas Voeckler passe en tête au sommet devant le maillot à pois Fredrik Kessiakoff.
Dans la montée du col du Tourmalet, le groupe éclate à la suite d'une accélération de Daniel Martin à mi-ascension, il est suivi seulement par Thomas Voeckler et Brice Feillu. À 5 km du sommet, Voeckler accélère à son tour, il est suivi seulement par Feillu. Voeckler passe en tête au sommet. Les deux coureurs français creusent l'écart sur tous leurs anciens compagnons d'échappée. Au col d'Aspin, troisième ascension du jour, Voeckler passe une nouvelle fois en tête devant Feillu avec 1 min 10 s sur leurs poursuivants Alexandre Vinokourov, Chris Anker Sørensen et Jens Voigt. Dans le peloton, l'équipe Liquigas augmente le rythme à 5 kilomètres du col d'Aspin, ceci met le vainqueur 2011 Cadel Evans en difficulté. À 2,5 km du sommet, il est décroché et passe au sommet avec 45 secondes de retard sur le groupe maillot jaune. Il mène la poursuite durant une dizaine de kilomètres pour réintégrer le groupe.
Dans la dernière montée vers Peyresourde, Thomas Voeckler lâche Brice Feillu, il passe en tête au sommet et remporte le maillot à pois de meilleur grimpeur avec 4 points d'avance sur Kessiakof. Il remporte l'étape en solitaire à Bagnères-de-Luchon avec 1 min 30 s d'avance sur Sørensen. Derrière, Evans est de nouveau en difficulté dans la montée. Après cette étape, il est 7e au général à 8 min 6 s de Bradley Wiggins et voit le podium final du Tour lui échapper. Vincenzo Nibali attaque dans le col de Peyresourde suivi seulement par Bradley Wiggins et Christopher Froome, avec qui il termine l'ascension et l'étape, à 7 min 9 s de Voeckler.

## Résultats

### Sprints
| Sprint intermédiaire de Bielle (km 26) | Sprint intermédiaire de Bielle (km 26) | Sprint intermédiaire de Bielle (km 26) | Sprint intermédiaire de Bielle (km 26) | Sprint intermédiaire de Bielle (km 26) |
| -------------------------------------- | -------------------------------------- | -------------------------------------- | -------------------------------------- | -------------------------------------- |
|                                        | Coureur                                | Pays                                   | Équipe                                 | Point(s)                               |
| 1er                                    | Sérgio Paulinho                        | POR                                    |                                        | 20                                     |
| 2e                                     | Sandy Casar                            | FRA                                    |                                        | 17                                     |
| 3e                                     | Steven Kruijswijk                      | NED                                    |                                        | 15                                     |
| 4e                                     | Yukiya Arashiro                        | JPN                                    |                                        | 13                                     |
| 5e                                     | Eduard Vorganov                        | RUS                                    |                                        | 11                                     |
| 6e                                     | Steve Cummings                         | GBR                                    |                                        | 10                                     |
| 7e                                     | Marco Marzano                          | ITA                                    |                                        | 9                                      |
| 8e                                     | Rafael Valls                           | ESP                                    |                                        | 8                                      |
| 9e                                     | Jens Voigt                             | GER                                    |                                        | 7                                      |
| 10e                                    | Daniel Martin                          | IRL                                    |                                        | 6                                      |
| 11e                                    | Jorge Azanza                           | ESP                                    |                                        | 5                                      |
| 12e                                    | Matthieu Ladagnous                     | FRA                                    |                                        | 4                                      |
| 13e                                    | Vasil Kiryienka                        | BLR                                    |                                        | 3                                      |
| 14e                                    | Guillaume Levarlet                     | FRA                                    |                                        | 2                                      |
| 15e                                    | Rui Costa                              | POR                                    |                                        | 1                                      |
| modifier                               |                                        |                                        |                                        |                                        |

| Sprint final de Bagnères-de-Luchon (km 197) | Sprint final de Bagnères-de-Luchon (km 197) | Sprint final de Bagnères-de-Luchon (km 197) | Sprint final de Bagnères-de-Luchon (km 197) | Sprint final de Bagnères-de-Luchon (km 197) |
| ------------------------------------------- | ------------------------------------------- | ------------------------------------------- | ------------------------------------------- | ------------------------------------------- |
|                                             | Coureur                                     | Pays                                        | Équipe                                      | Point(s)                                    |
| 1er                                         | Thomas Voeckler                             | FRA                                         |                                             | 20                                          |
| 2e                                          | Chris Anker Sørensen                        | DEN                                         |                                             | 17                                          |
| 3e                                          | Gorka Izagirre                              | ESP                                         |                                             | 15                                          |
| 4e                                          | Alexandre Vinokourov                        | KAZ                                         |                                             | 13                                          |
| 5e                                          | Brice Feillu                                | FRA                                         |                                             | 11                                          |
| 6e                                          | Jens Voigt                                  | GER                                         |                                             | 10                                          |
| 7e                                          | Daniel Martin                               | IRL                                         |                                             | 9                                           |
| 8e                                          | Simone Stortoni                             | ITA                                         |                                             | 8                                           |
| 9e                                          | Giampaolo Caruso                            | ITA                                         |                                             | 7                                           |
| 10e                                         | Laurens ten Dam                             | NED                                         |                                             | 6                                           |
| 11e                                         | Vincenzo Nibali                             | ITA                                         |                                             | 5                                           |
| 12e                                         | Bradley Wiggins                             | GBR                                         |                                             | 4                                           |
| 13e                                         | Christopher Froome                          | GBR                                         |                                             | 3                                           |
| 14e                                         | Nicolas Roche                               | IRL                                         |                                             | 2                                           |
| 15e                                         | Tejay van Garderen                          | USA                                         |                                             | 1                                           |
| modifier                                    |                                             |                                             |                                             |                                             |

### Cols et côtes
| 1. Col d'Aubisque, Hors catégorie (km 53,5) | 1. Col d'Aubisque, Hors catégorie (km 53,5) | 1. Col d'Aubisque, Hors catégorie (km 53,5) | 1. Col d'Aubisque, Hors catégorie (km 53,5) | 1. Col d'Aubisque, Hors catégorie (km 53,5) |
| ------------------------------------------- | ------------------------------------------- | ------------------------------------------- | ------------------------------------------- | ------------------------------------------- |
|                                             | Coureur                                     | Pays                                        | Équipe                                      | Point(s)                                    |
| 1er                                         | Thomas Voeckler                             | FRA                                         |                                             | 25                                          |
| 2e                                          | Fredrik Kessiakoff                          | SWE                                         |                                             | 20                                          |
| 3e                                          | Yukiya Arashiro                             | JPN                                         |                                             | 16                                          |
| 4e                                          | Chris Anker Sørensen                        | DEN                                         |                                             | 14                                          |
| 5e                                          | Alexandre Vinokourov                        | KAZ                                         |                                             | 12                                          |
| 6e                                          | Daniel Martin                               | IRL                                         |                                             | 10                                          |
| 7e                                          | Vladimir Karpets                            | RUS                                         |                                             | 8                                           |
| 8e                                          | Egoi Martínez                               | ESP                                         |                                             | 6                                           |
| 9e                                          | Eduard Vorganov                             | RUS                                         |                                             | 4                                           |
| 10e                                         | Gorka Izagirre                              | ESP                                         |                                             | 2                                           |
| modifier                                    |                                             |                                             |                                             |                                             |

| 2. Col du Tourmalet, Hors catégorie (km 120,5) | 2. Col du Tourmalet, Hors catégorie (km 120,5) | 2. Col du Tourmalet, Hors catégorie (km 120,5) | 2. Col du Tourmalet, Hors catégorie (km 120,5) | 2. Col du Tourmalet, Hors catégorie (km 120,5) |
| ---------------------------------------------- | ---------------------------------------------- | ---------------------------------------------- | ---------------------------------------------- | ---------------------------------------------- |
|                                                | Coureur                                        | Pays                                           | Équipe                                         | Point(s)                                       |
| 1er                                            | Thomas Voeckler                                | FRA                                            |                                                | 25                                             |
| 2e                                             | Brice Feillu                                   | FRA                                            |                                                | 20                                             |
| 3e                                             | Daniel Martin                                  | IRL                                            |                                                | 16                                             |
| 4e                                             | Fredrik Kessiakoff                             | SWE                                            |                                                | 14                                             |
| 5e                                             | Chris Anker Sørensen                           | DEN                                            |                                                | 12                                             |
| 6e                                             | Laurens ten Dam                                | NED                                            |                                                | 10                                             |
| 7e                                             | Jens Voigt                                     | GER                                            |                                                | 8                                              |
| 8e                                             | George Hincapie                                | USA                                            |                                                | 6                                              |
| 9e                                             | Simone Stortoni                                | ITA                                            |                                                | 4                                              |
| 10e                                            | Alexandre Vinokourov                           | KAZ                                            |                                                | 2                                              |
| modifier                                       |                                                |                                                |                                                |                                                |

| 3. Col d'Aspin, 1re catégorie (km 150,5) | 3. Col d'Aspin, 1re catégorie (km 150,5) | 3. Col d'Aspin, 1re catégorie (km 150,5) | 3. Col d'Aspin, 1re catégorie (km 150,5) | 3. Col d'Aspin, 1re catégorie (km 150,5) |
| ---------------------------------------- | ---------------------------------------- | ---------------------------------------- | ---------------------------------------- | ---------------------------------------- |
|                                          | Coureur                                  | Pays                                     | Équipe                                   | Point(s)                                 |
| 1er                                      | Thomas Voeckler                          | FRA                                      |                                          | 10                                       |
| 2e                                       | Brice Feillu                             | FRA                                      |                                          | 8                                        |
| 3e                                       | Alexandre Vinokourov                     | KAZ                                      |                                          | 6                                        |
| 4e                                       | Chris Anker Sørensen                     | DEN                                      |                                          | 4                                        |
| 5e                                       | Jens Voigt                               | GER                                      |                                          | 2                                        |
| 6e                                       | Gorka Izagirre                           | ESP                                      |                                          | 1                                        |
| modifier                                 |                                          |                                          |                                          |                                          |

| 4. Col de Peyresourde, 1re catégorie (km 181,5) | 4. Col de Peyresourde, 1re catégorie (km 181,5) | 4. Col de Peyresourde, 1re catégorie (km 181,5) | 4. Col de Peyresourde, 1re catégorie (km 181,5) | 4. Col de Peyresourde, 1re catégorie (km 181,5) |
| ----------------------------------------------- | ----------------------------------------------- | ----------------------------------------------- | ----------------------------------------------- | ----------------------------------------------- |
|                                                 | Coureur                                         | Pays                                            | Équipe                                          | Point(s)                                        |
| 1er                                             | Thomas Voeckler                                 | FRA                                             |                                                 | 10                                              |
| 2e                                              | Chris Anker Sørensen                            | DEN                                             |                                                 | 8                                               |
| 3e                                              | Alexandre Vinokourov                            | KAZ                                             |                                                 | 6                                               |
| 4e                                              | Gorka Izagirre                                  | ESP                                             |                                                 | 4                                               |
| 5e                                              | Brice Feillu                                    | FRA                                             |                                                 | 2                                               |
| 6e                                              | Jens Voigt                                      | GER                                             |                                                 | 1                                               |
| modifier                                        |                                                 |                                                 |                                                 |                                                 |

### Classement de l'étape
| Classement de la 16e étape | Classement de la 16e étape | Classement de la 16e étape | Classement de la 16e étape | Classement de la 16e étape |
|                            | Coureur                    | Pays                       | Équipe                     | Temps                      |
| -------------------------- | -------------------------- | -------------------------- | -------------------------- | -------------------------- |
| 1er                        | Thomas Voeckler            | FRA                        | Europcar                   | en 5 h 35 min 2 s          |
| 2e                         | Chris Anker Sørensen       | DEN                        | Saxo Bank-Tinkoff Bank     | + 1 min 40 s               |
| 3e                         | Gorka Izagirre             | ESid                       | Euskaltel-Euskadi          | + 3 min 22 s               |
| 4e                         | Alexandre Vinokourov       | KAZ                        | Astana                     | + 3 min 22 s               |
| 5e                         | Brice Feillu               | FRA                        | Saur-Sojasun               | + 3 min 58 s               |
| 6e                         | Jens Voigt                 | GER                        | RadioShack-Nissan          | + 4 min 18 s               |
| 7e                         | Daniel Martin              | IRL                        | Garmin-Sharp               | + 6 min 8 s                |
| 8e                         | Simone Stortoni            | ITA                        | Lampre-ISD                 | + 6 min 8 s                |
| 9e                         | Giampaolo Caruso           | ITA                        | Katusha                    | + 6 min 8 s                |
| 10e                        | Laurens ten Dam            | NED                        | Rabobank                   | + 6 min 11 s               |
| modifier                   |                            |                            |                            |                            |

## Classements à l'issue de l'étape

### Classement général
| Classement général | Classement général    | Classement général | Classement général  | Classement général  |
|                    | Coureur               | Pays               | Équipe              | Temps               |
| ------------------ | --------------------- | ------------------ | ------------------- | ------------------- |
| 1er                | Bradley Wiggins       | GBR                | Sky                 | en 74 h 15 min 32 s |
| 2e                 | Christopher Froome    | GBR                | Sky                 | + 2 min 5 s         |
| 3e                 | Vincenzo Nibali       | ITA                | Liquigas-Cannondale | + 2 min 23 s        |
| 4e                 | Jurgen Van den Broeck | BEL                | Lotto-Belisol       | + 5 min 46 s        |
| 5e                 | Haimar Zubeldia       | ESP                | RadioShack-Nissan   | + 7 min 13 s        |
| 6e                 | Tejay van Garderen    | USA                | BMC Racing          | + 7 min 55 s        |
| 7e                 | Cadel Evans           | AUS                | BMC Racing          | + 8 min 6 s         |
| 8e                 | Janez Brajkovič       | SLO                | Astana              | + 9 min 9 s         |
| 9e                 | Pierre Rolland        | FRA                | Europcar            | + 10 min 10 s       |
| 10e                | Thibaut Pinot         | FRA                | FDJ-BigMat          | + 11 min 43 s       |
| modifier           |                       |                    |                     |                     |

### Classement par points
| Classement par points | Classement par points | Classement par points | Classement par points | Classement par points |
| --------------------- | --------------------- | --------------------- | --------------------- | --------------------- |
|                       | Coureur               | Pays                  | Équipe                | Point(s)              |
| 1er                   | Peter Sagan           | SVK                   | Liquigas-Cannondale   | 356 points            |
| 2e                    | André Greipel         | GER                   | Lotto-Belisol         | 254 pts               |
| 3e                    | Matthew Goss          | AUS                   | Orica-GreenEDGE       | 203 pts               |
| modifier              |                       |                       |                       |                       |

### Classement du meilleur grimpeur
| Classement du meilleur grimpeur | Classement du meilleur grimpeur | Classement du meilleur grimpeur | Classement du meilleur grimpeur | Classement du meilleur grimpeur |
| ------------------------------- | ------------------------------- | ------------------------------- | ------------------------------- | ------------------------------- |
|                                 | Coureur                         | Pays                            | Équipe                          | Point(s)                        |
| 1er                             | Thomas Voeckler                 | FRA                             | Europcar                        | 107 points                      |
| 2e                              | Fredrik Kessiakoff              | SWE                             | Astana                          | 103 pts                         |
| 3e                              | Chris Anker Sørensen            | DEN                             | Saxo Bank-Tinkoff Bank          | 77 pts                          |
| modifier                        |                                 |                                 |                                 |                                 |

### Classement du meilleur jeune
| Classement général du meilleur jeune | Classement général du meilleur jeune | Classement général du meilleur jeune | Classement général du meilleur jeune | Classement général du meilleur jeune |
|                                      | Coureur                              | Pays                                 | Équipe                               | Temps                                |
| ------------------------------------ | ------------------------------------ | ------------------------------------ | ------------------------------------ | ------------------------------------ |
| 1er                                  | Tejay van Garderen                   | USA                                  | BMC Racing                           | en 74 h 23 min 27 s                  |
| 2e                                   | Thibaut Pinot                        | FRA                                  | FDJ-BigMat                           | + 3 min 48 s                         |
| 3e                                   | Steven Kruijswijk                    | NED                                  | Rabobank                             | + 45 min 26 s                        |
| modifier                             |                                      |                                      |                                      |                                      |

### Classement par équipes
| Classement par équipes | Classement par équipes | Classement par équipes | Classement par équipes |
|                        | Équipe                 | Pays                   | Temps                  |
| ---------------------- | ---------------------- | ---------------------- | ---------------------- |
| 1re                    | RadioShack-Nissan      | Luxembourg             | en 222 h 58 min 15 s   |
| 2e                     | Sky                    | Royaume-Uni            | + 17 min 18 s          |
| 3e                     | Astana                 | Kazakhstan             | + 28 min 53 s          |
| modifier               |                        |                        |                        |

## Abandons
- Grega Bole (Lampre-ISD) : abandon
- Vladimir Gusev (Katusha) : abandon
- Fränk Schleck (RadioShack-Nissan) : non-partant à la suite de la révélation de son contrôle antidopage positif de la 13e étape[3].